# Wacław Przybyło
Wacław Przybyło (ur. 1942) – polski inżynier, nauczyciel akademicki, polityk, doktor habilitowany.

## Życiorys
W 1985 otrzymał stopień doktora habilitowanego z zakresu mechaniki technicznej i metod informatycznych w mechanice. Pracował w m.in. Institut National de Recherche en Informatique et en Automatique w Paryżu oraz jako visiting profesor w Asian Institute of Technology w Bangkoku. 
W latach 1997–2006 był kierownikiem Katedry Metod Informatycznych w Budownictwie na Wydziale Budownictwa Politechniki Częstochowskiej. Równocześnie od 2001 do 2003 sprawował funkcję rektora Profesjonalnej Szkoły Biznesu – Szkoły Wyższej w Krakowie. Od marca 2006 do lutego 2008 był profesorem na Wydziale Budownictwa Politechniki Opolskiej. W październiku 2008 został wykładowcą na Wydziale Inżynierii Lądowej i Geodezji Wojskowej Akademii Technicznej im. Jarosława Dąbrowskiego w Warszawie.
W wyborach parlamentarnych w 1993 bezskutecznie ubiegał się o mandat poselski z listy Partii X. W 2001 został doradcą Samoobrony RP. W wyborach parlamentarnych w 2001 bez powodzenia kandydował z jej ramienia do Senatu. Następnie związał się z Unią Polityki Realnej. W wyborach parlamentarnych w 2005 także bezskutecznie ubiegał się o mandat senatora jako kandydat Platformy Janusza Korwin-Mikkego.